# Równina Nadniemeńska
Równina Nadniemeńska (843.23; biał. Нёманская нізіна, Niomanskaja nizina; ros. Неманская низина, Niomanskaja nizmiennost´) – mezoregion fizycznogeograficzny Europy Wschodniej położony na obszarze Białorusi i Litwy, wchodzący w skład megaregionu Nizina Wschodnioeuropejska, prowincji Niż Wschodniobałtycko-Białoruski, podprowincji Wysoczyzny Podlasko-Białoruskie i makroregionu Poniemnie. Obszar położony jest w dolinie Niemna. Nielicznie występują jeziora polodowcowe. Ok. 35% powierzchni zajmują lasy.  Zgodnie z uniwersalną regionalizacją dziesiętną mezoregion oznaczony jest numerem 843.23.